# Nikolai Iwanowitsch Jeschow

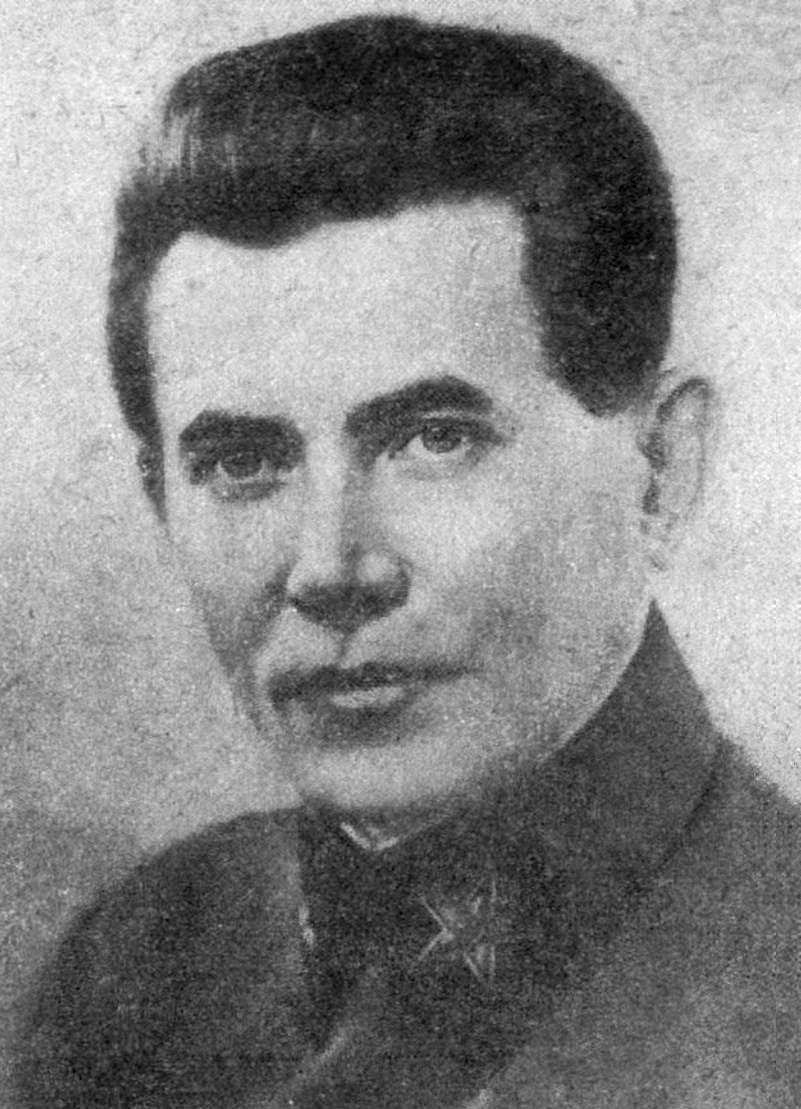
Nikolai Jeschow (1938)

Nikolai Iwanowitsch Jeschow (russisch Николай Иванович Ежов, wiss. Transliteration Nikolaj Ivanovič Ežov; * 19. Apriljul. / 1. Mai 1895greg. in Sankt Petersburg; † 4. Februar 1940 in Moskau) war von 1936 bis 1938 der Chef der sowjetischen Geheimpolizei NKWD. Er war für die Ausführung des von Stalin angeordneten „Großen Terrors“ verantwortlich, der zu fast 800.000 dokumentierten Todesopfern führte. Inklusive der Dunkelziffer wird von 950.000 bis 1,2 Millionen Todesopfern ausgegangen. Verhaftet wurden insgesamt etwa 2,5 Millionen Menschen. Diese Zeit war in der sowjetischen Bevölkerung daher auch als Jeschowschtschina (ежовщина, ‚Jeschow-Zeit‘) bekannt. Die Erschießung Jeschows hatte auch den propagandistischen Zweck, ihn als den Hauptschuldigen am Großen Terror darstellen zu können und im öffentlichen Bewusstsein das stalinistische Regime entsprechend von der Verantwortung zu „reinigen“. Jeschow war der einzige ethnische Russe, der den Posten des Geheimdienstchefs während der Regierungszeit Stalins innehatte.

## Biografie

### Vor der Russischen Revolution
Viele Angaben zu Jeschows frühen Jahren sind unklar. Bei seiner Verhaftung im April 1939 gab Nikolai Jeschow an, am 1. Mai 1895 in Sankt Petersburg geboren zu sein.
Nach einer kurzen schulischen Ausbildung war er als Jugendlicher der Gehilfe eines Schneiders, später Fabrikarbeiter und arbeitete in verschiedenen Städten. Währenddessen eignete er sich autodidaktisch weiteres Wissen an und engagierte sich in ersten Streiks. 1915 wurde er in die russische Armee eingezogen. Von 1916 bis 1917 leistete er Dienst in einer Artilleriewerkstatt in Witebsk.

### Frühe Parteikarriere
Jeschow trat der bolschewistischen Partei am 5. Mai 1917 in Witebsk bei. Der Autor Viktor Suworow äußerte sich über die Motive Jeschows wie folgt: Jeschow „war ein unbedeutender Beamter, der sich den Bolschewiki erst dann anschloss, als klar wurde, dass sie gewonnen hatten.“ Während des Russischen Bürgerkrieges kämpfte er in der Roten Armee, wo er den Posten eines Politkommissars einnahm. Aufgrund seiner Parteitreue wurde er 1921 Führer von Agitation und Propaganda in mehreren Provinzkomitees und schließlich in das Zentralkomitee der Kommunistischen Partei in der Tatarischen ASSR gewählt. Während eines Kuraufenthalts in Moskau traf er in dieser Zeit vermutlich zum ersten Mal Stalin. Ab dem März 1922 arbeitete er als Sekretär in den regionalen Parteikomitees der Bolschewiki im turkmenischen Mary-Gebiet. Hier wurde er nicht akzeptiert und wechselte im Herbst desselben Jahres nach Semipalatinsk (heute Semei). Weitere Stationen waren Orenburg und Ksyl-Orda (heute Qysylorda) in Kasachstan, wo er im Mai 1924 seine Tätigkeit aufnahm. Nachdem in dieser Region Widerstand gegen die NÖP aufgekommen war, der laut dem Historiker Alexander Fadejew aufgrund einer „fehlerhaften Interpretation der Eigentumsverhältnisse“ entstanden, und die kasachische Unabhängigkeitsbewegung erstarkt war, gelang es Jeschow, den Aufstand vorläufig friedlich zu beenden. In Kasachstan begann er auch mit dem Studium der Werke von Marx und Lenin, um seine marxistisch-leninistische Rhetorik verbessern zu können.
1927 wurde er wegen seiner Fähigkeiten als „idealer Exekutor“ von Iwan Michailowitsch Moskwin in die Organisations- und Distributionsabteilung des Zentralkomitees der KPdSU übernommen. Dort agierte er als Ausbilder und später als Chef dieser Abteilung. Von 1929 bis 1930 war er stellvertretender Volkskommissar für Landwirtschaft. In dieser Position wurde er zum ersten Mal Zeuge von massenhaften Repressionen gegen die Landbevölkerung durch die OGPU, die Vorläuferorganisation des NKWD. Er veröffentlichte Artikel, in denen er die Zwangskollektivierung und die neuen proletarischen Ausbildungsformen rechtfertigte. Zu dieser Zeit war er noch nicht gefürchtet. I. A. Stats, zu dieser Zeit ein Kollege Jeschows, beschrieb später, dass Jeschow „in dieser Zeit im Großen und Ganzen kein ‚rücksichtsloser Kader‘ war […] Er machte den Eindruck eines nervösen, jedoch freundlichen und aufmerksamen Menschen, welcher keine Arroganz oder bürokratische Verhaltensweisen an den Tag legte.“
Jeschow engagierte sich weiter im Parteiapparat. Im November 1930 wurde er auf Betreiben Josef Stalins zum Chef der Kommissariate für besondere Angelegenheiten, Personalfragen und Industrie ernannt. In diesen Funktionen war er 1933 einer der Leiter der Säuberung der Bolschewiki von „opportunistischen“ Mitgliedern sowie von „Oppositionellen“ gegen Stalins Politik. Es wurden insgesamt 200.000 Mitglieder aus der Partei ausgeschlossen. Etwa ein Zehntel der Betroffenen wurde verhaftet.

### Aufstieg zum Leiter des NKWD
1934 wurde Jeschow in das Zentralkomitee der KPdSU gewählt. Nach dem Mord an Sergei Kirow wurde Jeschow Sonderbeauftragter des Generalsekretärs Stalin und beteiligte sich daran, dass die nun dem Volkskommissariat für innere Angelegenheiten (NKWD) angegliederte OGPU unter Genrich Jagoda ihre Nachforschungen auf die Oppositionellen Lew Kamenew, Grigori Sinowjew und Nikolai Bucharin ausrichtete und schließlich eine terroristische Verschwörung konstruierte, an der viele Gegner Stalins gemeinsam beteiligt gewesen sein sollten. Seine Treue gegenüber Stalin und dessen Zielen bewies er auch durch Schriften, die er 1935 verfasste und in denen er argumentierte, dass politische Opposition zu „Chaos und Anarchie“ führten, wenn sie nicht konsequent vernichtet werde.
Der Umgang mit als oppositionell gebrandmarkten Parteimitgliedern wurde nun härter. Jeschow spielte bei der Verschärfung der Maßnahmen zur Unterdrückung Andersdenkender eine entscheidende Rolle. Er setzte sich mehrmals für längerfristige und härtere Kontrollen ein, forderte hohe Ausschluss- und Verhaftungszahlen und steuerte eine chauvinistische Kampagne zur Durchsetzung der politischen Linie Stalins. Überall deckte er Verschwörungen auf. Sein Engagement führte schließlich zu seiner eigenen Überarbeitung und einem Kuraufenthalt, um seine zahlreichen körperlichen Beschwerden zu lindern. Während des ersten Moskauer Prozesses von 1936, der zur Verurteilung und Hinrichtung von Kamenew und Sinowjew führte und Stalins Macht weiter festigte, erstellte Jeschow vermutlich durch Folter Geständnisse, Denunziationen und Scheinbeweise. Wie anhand mehrerer Quellen später deutlich wurde, hatte sich Jeschow bei vielen Tätigkeiten in Moskau von Stalin dirigieren lassen.
Nachdem Jeschow dem NKWD-Chef Jagoda bereits in der Anfangsphase des Großen Terrors assistiert hatte, löste er diesen am 30. September 1936 ab. Mit ihm wurden etwa 300 Gefolgsleute in die Hierarchie des NKWD aufgenommen. Nach der mehrjährigen Bewährungszeit in höheren Positionen des Parteiapparats erwartete Stalin nun von Jeschow, dass er schnellere und intensivere Säuberungsmaßnahmen umsetzen sollte. Durch Stalins Protektion wurde er schnell in seiner neuen Position akzeptiert. Auch in der Bevölkerung wurde seine Einsetzung positiv als Ende des Terrors unter dem unbeliebten Jagoda interpretiert. Jeschow begann jedoch gemäß den Erwartungen Stalins mit der praktischen Umsetzung seiner ein Jahr zuvor geäußerten Ideen.

### Ausführung des Großen Terrors
Jeschow erwies sich bei 1,52 m Körpergröße von nun an als der „blutrünstige Zwerg“, als der er später bezeichnet wurde. Ab diesem Zeitpunkt entfaltete sich der Terror des NKWD in einer Brutalität, wie sie während der gesamten Geschichte der Sowjetunion einzigartig war. Es wurden als NKWD-Troikas bezeichnete Pseudo-Gerichte eingeführt, die beliebige Urteile gegen echte und vermeintliche Oppositionelle aussprechen durften. Plan-Solls zur Liquidierung und Verhaftung von Staatsfeinden wurden festgesetzt, die mit fortschreitender Dauer der Verfolgungen immer weiter erhöht wurden. Die regionalen und lokalen NKWD-Kräfte fürchteten, bei Nichterfüllung der Sollzahlen selbst der Verschwörung verdächtigt zu werden, und trieben durch die Übererfüllung der Forderungen die Anzahl der festgenommenen Personen noch weiter in die Höhe. Die Zahl der Opfer der Repression in Jeschows Amtszeit ist umstritten. Sie schwankt zwischen 1.575.259 verhafteten und 681.692 ermordeten echten und vermeintlichen Oppositionellen und 767.000 Personen, von denen 387.000 hingerichtet wurden.
In einer ersten Phase, die bis in den Sommer 1937 andauerte, wurden prominente Opfer wie Kamenew, Sinowjew und Bucharin in drei großen Schauprozessen, die als Moskauer Prozesse bekannt sind, zum Tode verurteilt. Jeschows Vorgänger Jagoda wurde am 18. März 1937 wegen der von ihm tatsächlich begangenen Unterschlagungen und als ehemaliger zaristischer Polizeichef denunziert. Zeitgleich wurden Jeschows höherrangige Gefolgsleute angewiesen, die politische Zuverlässigkeit aller Staatsorgane in der Sowjetunion zu überprüfen. Ungefähr 3.000 NKWD-Angehörige wurden als Jagoda-Anhänger denunziert und aus der Behörde entfernt. Genrich Jagoda wurde im Ergebnis des letzten Moskauer Prozesses hingerichtet.
Nach der „Säuberung“ der Führungsebenen von Partei und Armee richtete sich der Terror gegen die russische Bevölkerung an sich und gegen Parteimitglieder auf allen Ebenen. Diese zweite Phase, die mit dem NKWD-Befehl Nr. 00447 eingeleitet wurde, dauerte vom Sommer 1937 bis zum Ende der Amtszeit Jeschows und kostete den größten Teil der Opfer das Leben. Während für bedeutende Persönlichkeiten ein Schauprozess mit Urteilen abgehalten wurde, die von Stalin bereits vorher abgesegnet worden waren, erhielten die gewöhnlichen Opfer ihre Strafe wegen Verstößen gegen den Paragraphen 58. Die Geständnisse wurden den Menschen, die meist willkürlich verhaftet und denen von den NKWD-Angehörigen selbst erfundene Verbrechen zur Last gelegt wurden, mit Folter abgezwungen. Auch Jeschow selbst ließ es sich nicht nehmen, Angeklagte persönlich zu verhören. Die NKWD-Angehörigen hatten zur Amtszeit Jeschows die Möglichkeit, ihrem Sadismus gegenüber ihren Opfern völlig freien Lauf zu lassen, ohne mit einer Ahndung durch ihre Vorgesetzten rechnen zu müssen.
Jeschow erhielt für seine Verdienste am 17. Juli 1937 den Leninorden. Die sowjetische Presse und die kommunistische Partei feierten ihn. In einer gewaltigen Propagandakampagne wurden die Volksfeinde abwehrenden „Jeschowschen stachelbewehrten Fausthandschuhe“ hoch gelobt.
Wie Stalin arbeitete Jeschow vorwiegend nachts und schlief am Tage. Er bewohnte mit seiner Mutter eine einfache Kreml-Wohnung und tauchte nur gelegentlich im Haus seiner Frau auf.

### Karriereende und Hinrichtung
1938 folgte der politische Absturz Jeschows. Es war offensichtlich geworden, dass der mit Jeschows Person verbundene Große Terror bereits weit über sein Ziel hinausgeschossen war, die Opposition in der Sowjetunion zu vernichten. Durch Denunziationen waren in einigen Rajons keine Parteimitglieder mehr übrig, der Parteieinfluss verschwunden. Auch die Rote Armee war durch die exzessiven Säuberungen stark geschwächt; es mangelte an kompetenten Offizieren auf oberer und vor allem mittlerer Ebene. Unterdessen wuchs der Einfluss von Jeschows Machtapparat weiter: Mit der Säuberung der GRU, die mit der Verhaftung von Jan Bersin am 27. November 1937 ihren Höhepunkt erreichte, und der darauf folgenden Unterordnung dieses militärischen Auslandsspionagedienstes unter seine Befehlsgewalt hatte Jeschow praktisch die Kontrolle über alle Geheimdienste der Sowjetunion übernommen. Der Terror, der von Stalin nun als Bedrohung seiner Macht wahrgenommen wurde, sollte zurückgefahren werden.
Anfang 1938 erlitt Jeschow eine empfindliche Niederlage, als er vergeblich vorschlug, Moskau in „Stalinodar“ umzubenennen. Seine exzessiven Trinkgewohnheiten und sein ausschweifender sexueller Lebensstil machten ihn für Intrigen anderer Parteimitglieder angreifbar. Nachdem sich mit Alexander Orlow von der Auslandsabteilung der NKWD und dem GRU-Agenten Walter Kriwitzki zwei hochrangige Geheimdienst-Mitarbeiter in das Ausland abgesetzt hatten, zweifelte man bald an Jeschows Loyalität.
Zudem verursachte die exzessive Verhaftungswelle eine Überbelegung der Gefängnisse und der Arbeitslager des Gulag-Systems. Viele der neu hinzugekommenen Häftlinge starben an Erschöpfung oder waren so schwach, dass sie nicht arbeiten konnten. Ein wichtiger Grund für die Existenz des Gulag-Systems lag jedoch darin, die Arbeitskraft der Insassen zur Produktion billiger Waren auszubeuten. Durch die schlechte Behandlung der Gefangenen wurde aber die Wirtschaftskraft dieses „Staatsunternehmens“ stark geschwächt. Anhand der schlechten Planerfüllung der Gulag-Unternehmen wurde diese Entwicklung im Sommer 1938 auch für den Rest der sowjetischen Führungsriege sichtbar. Man lastete sie Jeschow als schweres Versagen an. Außerdem verlangte er für die Umsetzung seiner Verfolgungsmaßnahmen immer höhere Summen von der sowjetischen Führung; so deklarierte er in einem Schreiben an Wjatscheslaw Molotow vom Februar 1938 statt der vorgesehenen 22 Millionen Rubel einen Bedarf von insgesamt 94 Millionen Rubel.
Als Jeschow Molotow angriff, weil Molotow Auskunft über die Tätigkeit der NKWD-Organe verlangt hatte, musste er sich auf Anweisung Stalins entschuldigen. Am 22. August 1938 wurde Lawrenti Beria Jeschow in der Leitung des NKWD als Assistent zur Seite gestellt. Beria begann, Jeschow aus seinem Amt zu drängen.
Den Anfang bildeten Verhaftungen im Umkreis von Jeschows Frau. Im Oktober 1938 erschienen Kremlärzte bei ihr, wiesen sie in ein Sanatorium ein und diagnostizierten einen „asthenisch-depressiven Zustand (Zyklothymie?).“ Sie schrieb ihrem Mann aus dem Sanatorium verzweifelte Briefe: sie werde der Doppelzüngigkeit und nicht begangener Verbrechen bezichtigt.
Jeschow wurde daraufhin depressiv und betrank sich noch stärker. Gleichzeitig versuchte er, seinen Konkurrenten zu diskreditieren. Im November 1938 wurde Beria von Jeschows Leuten beschattet und sollte möglicherweise verhaftet werden. Beria konnte jedoch bei Stalin vorsprechen und ihn über offenkundige Missstände im NKWD informieren, die er inzwischen herausgefunden hatte. Daraufhin kritisierten Stalin und Molotow das Vorgehen und die Methoden der NKWD in einem Schreiben vom 11. November 1938 auf das Schärfste. Am 15. November 1938 wurde die Gerichtsbarkeit der sogenannten NKWD-Troikas außer Kraft gesetzt. Am 17. November 1938 verboten der Sownarkom und das Zentralkomitee der WKP (B) die Massenverhaftungen und -deportationen. Am 24. November wurde Jeschow dann von Beria abgelöst, offiziell auf seinen eigenen Wunsch hin. Die Ablösung Jeschows durch Beria wurde am 5. Dezember 1938 durch die Zeitungen Prawda und Iswestija der sowjetischen Öffentlichkeit bekanntgegeben und mit Erleichterung aufgenommen. Am 7. Dezember 1938 wurde er als Volkskommissar für Inneres entlassen.
Danach wurden Mitarbeiter des NKWD verhaftet, andere begingen Selbstmord, weil Beria begann, die Behörde von Jeschows Anhängern zu säubern und sie durch eigene zu ersetzen. Jeschows Frau starb im November an einer Vergiftung mit Luminal; die Diagnose lautete Suizid.
Jeschow wurde zum Volkskommissar für die Binnenschiffahrt degradiert. Bei Besprechungen seines Volkskommissariates war er zwar zugegen, ergriff aber nicht das Wort und faltete Papierflieger. Er nahm am 21. Januar 1939 noch an der Gedenkversammlung zum 15. Todestag Lenins teil. Als im März 1939 der 18. Parteitag der WKP (B) zusammentrat, gehörte Jeschow, der noch immer Mitglied des Zentralkomitees war, zu den Teilnehmern einer Beratung des Ältestenrates. Der Delegierte J. G. Feldman hinterließ Roi Medwedew einen Bericht über den Verlauf:
Als Kandidaten zur Wahl in das ZK vorzuschlagen waren, fiel Jeschows Name, woraufhin eisiges Schweigen folgte. Stalin rief Jeschow nach vorn und fragte ihn, ob er glaube, Mitglied des ZK sein zu können. Als Jeschow beteuerte, er liebe Stalin mehr als sein Leben, befragte ihn Stalin über verschiedene ehemalige Untergebene, die zu dieser Zeit bereits alle verhaftet waren. Stalin behauptete, führende Mitarbeiter des NKWD hätten eine Verschwörung vorbereitet. Jeschow habe viele Unschuldige verhaften lassen und andere gedeckt. Er, Stalin, habe seine Zweifel, ob Jeschow Mitglied des ZK bleiben könne. Daraufhin wurde Jeschow einstimmig von der Liste gestrichen. Er verließ den Saal und kehrte nicht mehr zurück.
Bis zum 22. März 1939 gehörte Jeschow noch zu den Kandidaten des Politbüros der Kommunistischen Partei der Sowjetunion. Am 10. April 1939 wurde er schließlich während einer Sitzung in seinem Volkskommissariat als „besonders gefährlicher Volksfeind“ verhaftet. Er wurde beschuldigt, seit 1930 für verschiedene ausländische Geheimdienste gearbeitet sowie eine Verschwörung zur Ermordung Stalins initiiert zu haben. Weiterhin wurde der bisexuelle Jeschow beschuldigt, homosexuell zu sein und seine Frau Jewgenia Salomonowna ermordet zu haben. Während der Verhöre akzeptierte er die gegen ihn erhobenen Anschuldigungen widerstandslos, bestritt diese allerdings größtenteils während der Gerichtsverhandlung. Am 2. Februar 1940 wurde er von einem Militärkollegium des Obersten Gerichts zum Tode verurteilt und am 4. Februar im Keller des Butyrka-Gefängnisses von Wassili Blochin erschossen. Seine bedingungslose Ergebenheit gegenüber Stalin zeigte sich noch einmal in einem Abschiedsbrief, in dem er gegenüber seinen Henkern folgenden Wunsch äußerte: „Sagt Stalin, ich sterbe mit seinem Namen auf meinen Lippen.“ Nach der Exekution wurde die Leiche eingeäschert und die Asche anonym auf dem Donskoi-Friedhof verscharrt.
Nach seinem Tod sollte Jeschow niemals in der Nähe Stalins existiert haben. Um die verhängte Damnatio memoriae zu realisieren, wurde sein Bild aus verschiedenen Fotografien, die ihn mit Stalin zeigen, herausretuschiert. Er wurde im Gegensatz zu vielen anderen Opfern der stalinistischen Justiz nicht postum rehabilitiert, weil er als Chef der NKWD zahlreiche Verbrechen begangen hatte.